# Paratomapoderus ambiguus
Paratomapoderus ambiguus es una especie de coleóptero de la familia Attelabidae.

## Distribución geográfica
Habita en el Congo, Malaui, Malí y República Democrática del Congo.